# Ніколя Дювошель
Ніколя́ Дювоше́ль (фр. Nicolas Duvauchelle; нар. 27 березня 1980, Париж, Франція) — французький актор. Дворазовий номінант на здобуття французької національної кінопремії «Сезар» .

## Біографія
Ніколя Дювошель народився 27 березня 1980 року в Парижі. Свою акторську кар'єру він почав у 1999 році, з головної ролі у фільмі «Злодюжка» (фр. Le Petit Voleur). У 2004 році, за роль у фільмі «Пристрасні тіла», який вийшов на екрани роком раніше, Дювошель був номінований на отримання французької національної кінопремії «Сезар» у категорії «Найкращий актор-початківець».
У 2006 році Дювошель виконав одну з головних ролей у фільмі «Пекло», що є екранізацією твору сучасної французької письменниці Лоліти Пій, і розповідає про трагічне кохання двох представників паризької золотої молоді.
У 2009 році на екрани вийшов фільм «Білий матеріал», де Дювошель виконав роль Мануеля Віаля, а його колегами по знімальному майданчику були Ізабель Юппер та Кристофер Ламберт. Фільм був номінований на «Золотого лева», головну нагороду Венеційського кінофестивалю.
За роль Едді у фільмі 2016 року «Я не мерзотник» Ніколя Дювошель був номінований як найкращий актор на здобуття престижних французьких кінопремій «Люм'єр» та «Сезар».

## Особисте життя
Ніколя Дювошель мав тривалі стосунки з акторкою Людівін Саньє, в 2005 році у них народилася донька Бонні, але пізніше пара розпалася. 

## Фільмографія

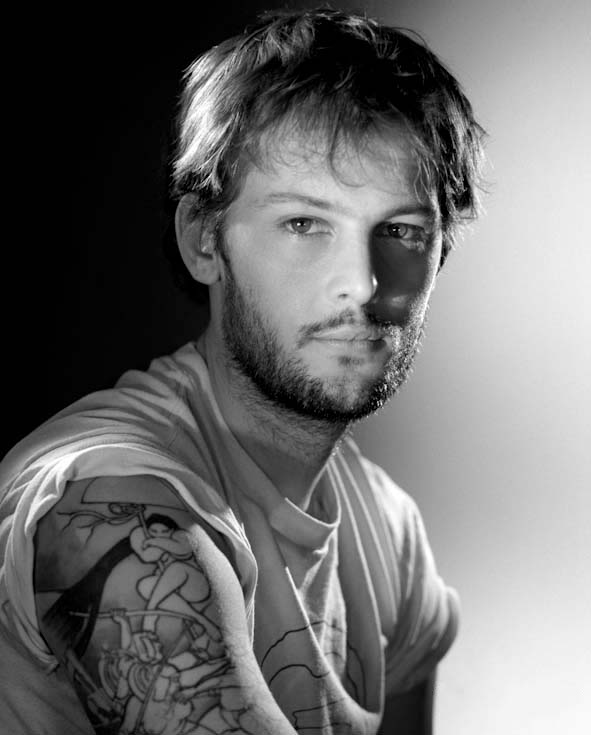
Студійне фото Н. Дювошеля, 2006

| Рік  |    | Українська назва            | Оригінальна назва        | Роль               |
| ---- | -- | --------------------------- | ------------------------ | ------------------ |
| 1997 | с  | Містер Правосуддя           | Un homme en colère       | Кевін              |
| 1999 | ф  | Злодюжка                    | Le petit voleur          | Ессе               |
| 1999 | ф  | Хороша робота               | Beau travail             | легіонер           |
| 2000 | ф  | Антиамериканський пиріг     | Du poil sous les roses   | Жожо, брат Родуду  |
| 2001 | ф  | Лінія 208                   | Ligne 208                | Паскаль            |
| 2001 | ф  | Що не день, то неприємності | Trouble Every Day        | Ерван              |
| 2003 | ф  | Максимальний екстрим        | Snowboarder              | Гаспар             |
| 2003 | ф  | Пристрасні тіла             | Les corps impatients     | Поль               |
| 2004 | ф  | До швидкого!                | À tout de suite          | Ален               |
| 2004 | ф  | Легка вага                  | Poids léger              | Антуан             |
| 2005 | ф  | Авантюра                    | Une aventure             | Жульєн             |
| 2006 | ф  | Пекло                       | Hell                     | Андреа             |
| 2006 | ф  | Авріль                      | Avril                    | П'єр               |
| 2006 | ф  | Великий Мольн               | Le grand Meaulnes        | Огюстен Мольн      |
| 2007 | ф  | Помста ненародженому        | À l'intérieur            | поліцейський BAC 3 |
| 2007 | ф  | Друге дихання               | Le deuxième souffle      | Антуан             |
| 2008 | ф  | Інтереси держави            | Secret défense           | П'єр               |
| 2008 | тф | Порожні кишені              | Rien dans les poches     | Етьєн Фабер        |
| 2009 | ф  | Донька лінії метро          | La fille du RER          | Франк              |
| 2009 | ф  | Дикі трави                  | Les herbes folles        | Жан-Мі             |
| 2009 | ф  | Білий матеріал              | White Material           | Мануель Віаль      |
| 2009 | с  | Наліт                       | Braquo                   | Тео Вачевскі       |
| 2010 | ф  | Блондинка з голими грудьми  | La blonde aux seins nus  | Жульєн Рівера      |
| 2010 | ф  | Декілька щасливців          | Happy Few                | Вінсент            |
| 2011 | ф  | Фінішна пряма               | Stretch                  | Тьєррі             |
| 2011 | ф  | Очі його матері             | Les yeux de sa mère      | Матьє Руссель      |
| 2011 | ф  | Донька землекопа            | La fille du puisatier    | Жак Мазель         |
| 2011 | ф  | Паліція                     | Polisse                  | Матьє              |
| 2012 | ф  | Розкажіть про себе          | Parlez-moi de vous       | Люка               |
| 2012 | ф  | Весілля в Мендосі           | Mariage à Mendoza        | Антуан             |
| 2012 | ф  | Як брати                    | Comme des frères         | Елі                |
| 2013 | ф  | Заради жінки                | Pour une femme           | Жан                |
| 2014 | ф  | Зараз, або ніколи           | Maintenant ou jamais     | Мануель Бенетті    |
| 2014 | ф  | Бодибілдер                  | Bodybuilder              | Фред Морель        |
| 2015 | ф  | Звичайний бій               | Le combat ordinaire      | Марко              |
| 2015 | ф  | Я не мерзотник              | Je ne suis pas un salaud | Едді               |
| 2015 | ф  | Нескінченна річка           | The Endless River        |                    |
| 2016 | ф  | Сирота                      | Orpheline                | батько Кікі        |
| 2017 | ф  | Даліда                      | Dalida                   | Рішар Шанфрей      |
| 2017 | ф  | Все, що відокремлює нас     | Tout nous sépare         | Родольф Калавера   |
| 2017 | ф  | Нехай світить сонце         | Un beau soleil intérieur | актор              |
| 2017 | ф  | Наречений на двох           | Jour J                   |                    |
| 2020 | ф  | Русалка в Парижі            | Une sirène à Paris       | Гаспар             |

## Визнання
| Нагороди та номінації Ніколя Дювошеля | Нагороди та номінації Ніколя Дювошеля | Нагороди та номінації Ніколя Дювошеля | Нагороди та номінації Ніколя Дювошеля | Нагороди та номінації Ніколя Дювошеля |
| Рік                                   | Категорія                             | Фільм                                 | Результат                             | Дж.                                   |
| ------------------------------------- | ------------------------------------- | ------------------------------------- | ------------------------------------- | ------------------------------------- |
| Премія «Сезар»                        |                                       |                                       |                                       |                                       |
| 2004                                  | Найперспективніший актор              | Пристрасні тіла                       | Номінація                             |                                       |
| 2012                                  | Найкращий актор другого плану         | Паліція                               | Номінація                             |                                       |
| Премія «Люм'єр»                       |                                       |                                       |                                       |                                       |
| 2017                                  | Найкращий актор                       | Я не мерзотник                        | Номінація                             | [ 1 ]                                 |
| Премія «Сезар»                        |                                       |                                       |                                       |                                       |
| 2017                                  | Найкращий актор                       | Я не мерзотник                        | Номінація                             | [ 2 ]                                 |